# Чертижне (Горлицький повіт)
Чертижне (пол. Czertyżne) — колишнє лемківське село в Польщі, ґміна Устя-Горлицьке Горлицький повіт Малопольського воєводства.

## Географія
Лежало в Низьких Бескидах, над потоком Чертижнянка, правою притокою річки Білої.

## Історія
Перша згадка про село датується 1584 роком, коли краківський римо-католицький єпископ видав привілей на закріпачення села Іванові Міхневичу і Максиму Токайському. Ще до 1659 р. до парохії в Баниці була приєднана як вікарія Чертижне. Метричні книги провадились від 1784 р. В 1791 р. була збудована дерев'яна церква Архангела Михаїла, яка зруйнована в 1952 р. після виселення лемків

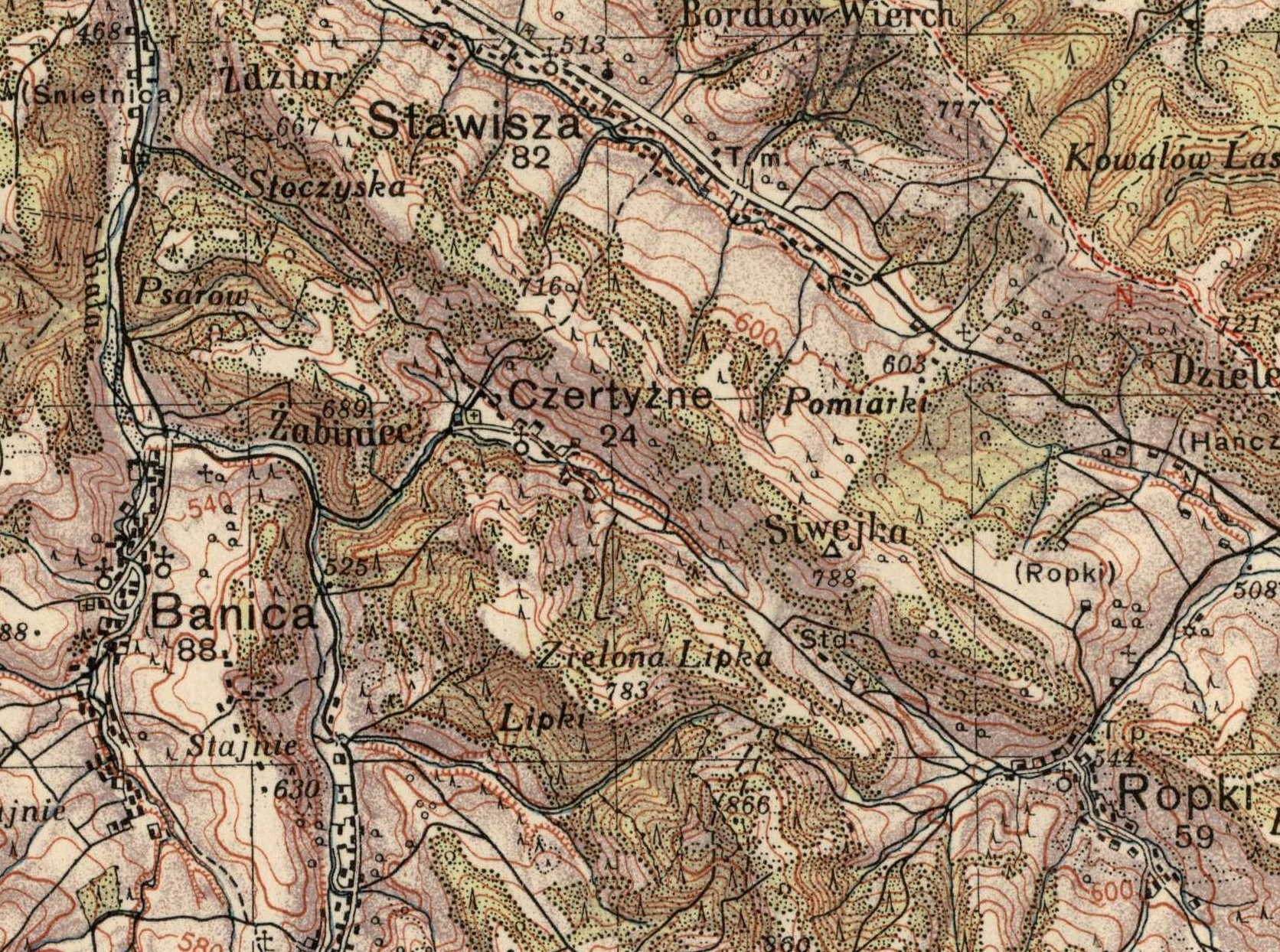
Село Чертижне на карті 1936 року

У міжвоєнний час тут налічувалося 25 господарств. Населення Чертижного виділялося своєю заможністю на тлі довколишніх сіл.
До 1945 року було практично чисто лемківське населення: зі 185 жителів села — 180 українців і 5 євреїв.
Після виселення лемків територія села запустіла і приєднана до села Баниця.

## Пам'ятки
- Місце колишньої церкви Архангела Михаїла позначає хрест.
- За 200 м знаходяться рештки цвинтаря, оточеного смереками.